# Chiesa di San Michele Arcangelo a Formignano
La chiesa di San Michele Arcangelo è una chiesa cattolica che si trova nel territorio comunale di Murlo, in località Formignano.
Isolata in mezzo al bosco, la chiesa romanica conserva in parte nella zona absidale la struttura architettonica originaria in filaretto di pietra calcarea; nell'abside, che termina con una fascia aggettante a sorreggere il tetto, si apre una monofora; si è conservato anche il portale romanico con arco sovrastante, con la sola sostituzione dell'architrave originario con una cornice a mattoni.
Era la parrocchiale del villaggio, scomparso, di Formignano. Continuò ad essere officiata almeno fino alla fine del Cinquecento. Nel corso dell'Ottocento, ridotta ormai a sole quattro famiglie la popolazione del luogo, divenne semplice oratorio.